# Skjolds Plads station
Skjolds Plats station är en tunnelbanestation i stadsdelen Nørrebro i Köpenhamn. Den ligger på Cityringen (M3) på Köpenhamns metro och  invigdes 29 september 2019.
Den underjordiska stationen väggar är silverfärgade och klädda med strukturglas så att rummets utseende förändras med dagsljuset från lanterninerna i taket under dagen.